# Stadion HEKO Czermno
Stadion HEKO Czermno – stadion piłkarski w Czermnie, w województwie świętokrzyskim, w Polsce. Może pomieścić 2500 widzów. Swoje spotkania w przeszłości rozgrywali na nim piłkarze klubu HEKO Czermno.

## Charakterystyka
Obiekt przy ulicy Osnowa 99a w Czermnie służył piłkarzom istniejącego w latach 1998–2011 klubu HEKO Czermno. W 2003 roku HEKO uzyskało awans do III ligi, a dwa lata później do II ligi. Występy zespołu z niewielkiej wsi na drugim poziomie ligowym były wówczas ewenementem. Na fali awansów, a także z konieczności spełniania wymogów licencyjnych prezes klubu, Henryk Konieczny inwestował również w stadion. Pierwszy, historyczny mecz II ligi w Czermnie odbył się 14 sierpnia 2005 roku (porażka HEKO z Jagiellonią Białystok 0:1). Ogółem w sezonie 2005/06 HEKO wygrało 10 spotkań, 13 zremisowało i 11 przegrało, notując bilans bramkowy na nieznacznym minusie (40-42). Dorobek 43 punktów dał 12. miejsce w tabeli (na 18 zespołów), co skutkowało koniecznością gry w barażach o utrzymanie. Do Górnika Polkowice oraz Lechii Gdańsk, które znalazły się w tabeli tuż nad HEKO i zajęły pozycje gwarantujące utrzymanie w II lidze, zabrakło drużynie z Czermna dwóch punktów. W barażach HEKO zmierzyło się ze Stalą Stalowa Wola. W pierwszym meczu na wyjeździe HEKO przegrało 0:1. W stoczonym na stadionie w Czermnie zaciętym rewanżu HEKO wygrało 2:1, co dało awans do II ligi zespołowi ze Stalowej Woli dzięki bramce zdobytej na wyjeździe. HEKO spadło tym samym do III ligi, jednak zespół wycofał się z udziału w tych rozgrywkach i w kolejnym sezonie przystąpił do gry w Klasie A. Drużyna ta do 2011 roku występowała jeszcze w rozgrywkach na szczeblach regionalnych, po czym klub został całkowicie rozwiązany. Stadion HEKO pozostał opuszczony i nie odbywają się na nim już żadne spotkania.